# زولدو آلتو
زولدو آلتو (به ایتالیایی: Zoldo Alto) یک منطقهٔ مسکونی در ایتالیا است که در استان بلونو واقع شده‌است.

## خصوصیات
زولدو آلتو ۶۱۹ کیلومترمربع مساحت و ۱٬۱۸۳ نفر جمعیت دارد و ۱٬۱۷۷ متر بالاتر از سطح دریا واقع شده‌است.